# Kostino-Gorski
Kostino-Gorski (del ruso: Костино-Горский) es un jútor del raión de Konstantínovsk del óblast de Rostov del suroeste de Rusia. Se halla en la orilla derecha del río Don y en la izquierda del río Séverski Donets, junto a la desembocadura de este último en el primero, al oeste de Konstantínovsk y frente a Ust-Donetski. Su población en 2010 era de 216 habitantes.
Pertenece al municipio urbano de Konstantínovsk.

## Historia
En los mapas del Ejército Rojo de Obreros y Campesinos (RKKA) de 1941 aparece como Krasno-Gorski.